# Pseudochazara geyeri
Pseudochazara geyeri — дневная бабочка из семейства Бархатниц.

## Этимология названия
Карл Гейер (Сarl Geyer) — немецкий энтомолог, иллюстратор и издатель многих энтомологических публикаций, продолживший после смерти Хюбнера издание его трудов «Sammlung europaischer Schmetterlinge».

## Описание

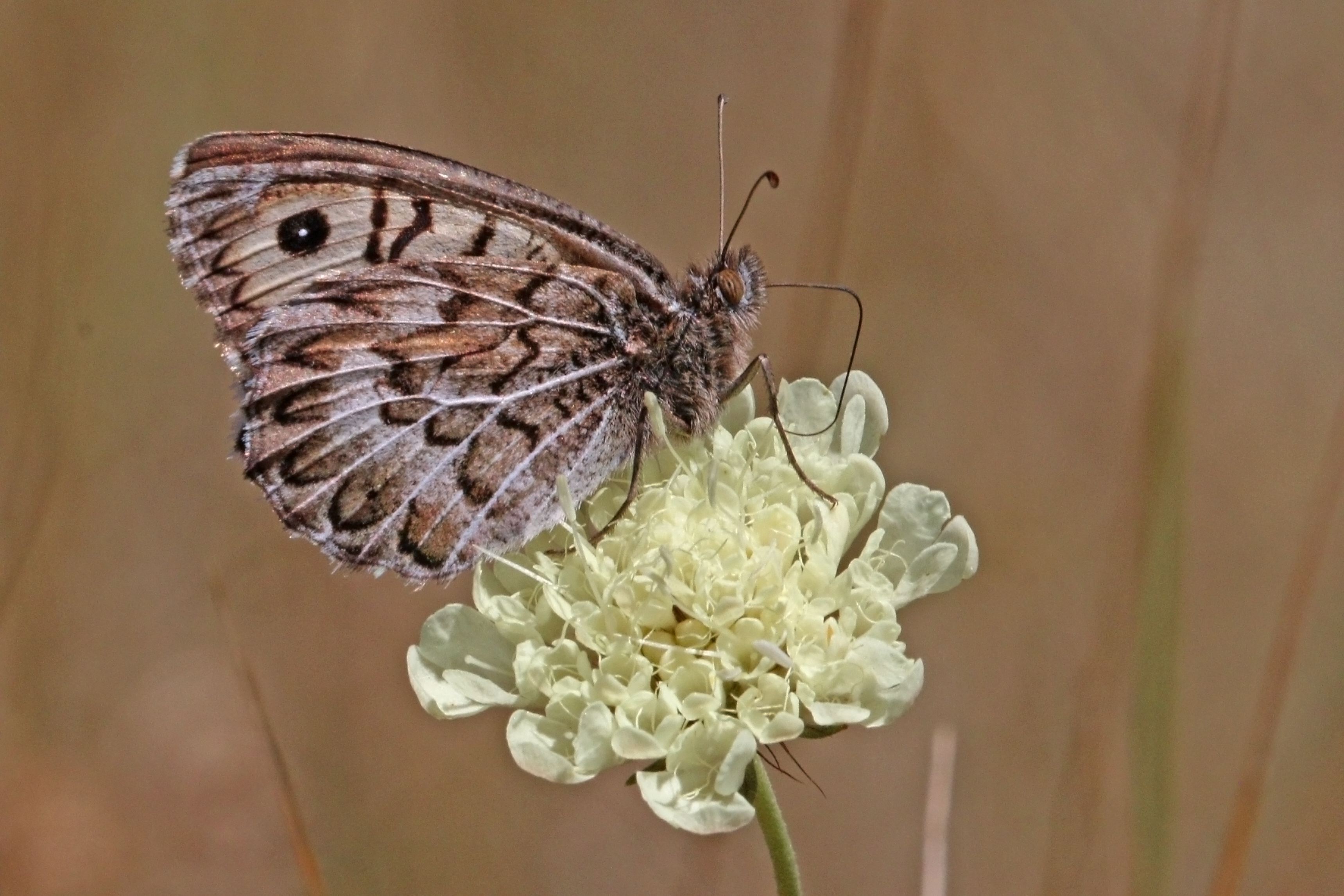
Нижняя сторона крыльев

Длина переднего крыла самцов 21—24 мм, самок 22—26 мм. Крылья на верхней стороне коричнево-серого цвета, со слабо развитым рисунком из тёмных пятен, ломанных линий и следами светлой перевязи. Переднее крыло сверху с двумя глазчатыми пятнами чёрного цвета, центрированными мелкими белыми точками. Нижняя сторона переднего крыла светлоокрашенная, кремово-жёлтого цвета с затемнением по внешнему и костальному краям, и контрастным рисунком из пятен и линий. Заднее крыло на верхней стороне с зигзагообразными постдискальной и антемаргинальной линиями и мелким глазчатым пятнышком. На нижней стороне задние крылья с пёстрым рисунком, состоящим из контрастных зигзагообразных линий. Бахромка крыльев белая. Андрокониальное поле матовое, образовано 3 разделенными жилками участков. Самки крупнее самцов, окраска их крыльев более светлая, но с более контрастным рисунком.

## Ареал
Турция, Северо-Западный Иран, Южное Закавказье (хребты Джавахетско-Армянского нагорья). Бабочки населяет поросшие травой каменистые открытые пространства на высотах от 1800 до 3000 метров над уровнем моря.

## Биология
Развивается в одном поколении за год. Время лёта бабочек в июле — августе. Кормовые растения гусениц — злаки.